# Estación de Alfaro
La estación de Alfaro es una estación ferroviaria situada en la ciudad española de Alfaro en la comunidad autónoma de La Rioja. Dispone de servicios de Larga y Media Distancia operados por Renfe.

## Situación ferroviaria
La estación se encuentra en el punto kilométrico 5,2 de la línea férrea de Castejón a Bilbao por Logroño y Miranda de Ebro a 261 metros de altitud. Se sitúa entre las estaciones de Castejón de Ebro y Rincón de Soto. 

## Historia
La estación fue inaugurada el 30 de agosto de 1863 con la apertura del tramo Castejón-Orduña de la línea férrea que pretendía unir Castejón con Bilbao. Las obras corrieron a cargo de la Compañía del Ferrocarril de Tudela a Bilbao creada en 1857. En 1865 la compañía se declaró en suspensión de pagos por no poder superar las dificultades económicas derivadas de la inversión realizada en la construcción de la línea y fue intervenida por el Banco de Bilbao. En 1878, fue absorbida por Norte que mantuvo la titularidad de la estación hasta la nacionalización del ferrocarril en España en 1941 y la creación de RENFE.
Desde el 31 de diciembre de 2004 Renfe explota la línea mientras que Adif es la titular de las instalaciones ferroviarias.

## La estación
Se sitúa al norte del núcleo urbano al final de la avenida de la Vía. Como muchas de las estaciones de este tramo no conserva su edificio original ya que ha sido sustituido por uno de corte funcional de planta rectangular y dos alturas usado como vivienda en su parte superior. Dispone de dos vías principales (vías 1 y 2) y una derivada (vía 4). Todas disponen de acceso a andén, bien a través del andén lateral bien a través del andén central el cual dispone de una marquesina metálica para proteger a los viajeros. Los cambios de uno a otro se realizan a nivel. En el exterior existe un aparcamiento habilitado.

## Servicios ferroviarios

### Larga distancia
Alfaro está conectada con ciudades como Madrid, Barcelona, Zaragoza, Logroño y Bilbao gracias a trenes Alvia.

### Media distancia
El tráfico de Media Distancia con parada en la estación tiene como principales destinos Zaragoza y Logroño. 